# Preiskovalna komisija Državnega zbora Republike Slovenije o vpletenosti nosilcev javnih funkcij v poskuse diskreditiranja slovenskih policistov in vojakov, ki so leta 1991 sodelovali v osamosvojitveni vojni na Koroškem
Preiskovalna komisija Državnega zbora Republike Slovenije o vpletenosti nosilcev javnih funkcij v poskuse diskreditiranja slovenskih policistov in vojakov, ki so leta 1991 sodelovali v osamosvojitveni vojni na Koroškem je bila preiskovalna komisija, ki je delovala v mandatu prvega Državnega zbora Republike Slovenije.

## Sestava
- izvoljena: 11. marec 1999
- predsednik: Jožef Jerovšek
- namestnik predsednika: Darinka Mravljak
- člani: Anton Anderlič (od 11. maj 1999), Samo Bevk, Ivan Božič (do 13. julij 1999), , dr. Vida Čadonič Špelič (od 20. junij 2000), Polonca Dobrajc, Ivo Hvalica (do 13. maj 1999), Roman Jakič (do 11. maj 1999), Franc Kangler, Darja Lavtižar Bebler (od 11. maj 1999), Alojz Peterle (od 13. julij 1999 do 7. junij 2000).